# Plaquemine
Plaquemine és una població dels Estats Units a l'estat de Louisiana. Segons el cens del 2000 tenia 7.064 habitants.

## Demografia
Segons el cens del 2000, Plaquemine tenia 7.064 habitants. La densitat de població era de 953,6 habitants/km².
Per edats la població es repartia de la següent manera: un 25,8% tenia menys de 18 anys, un 8,9% entre 18 i 24, un 25,9% entre 25 i 44, un 22,8% de 45 a 60 i un 16,5% 65 anys o més.
L'edat mediana era de 37 anys. Per cada 100 dones de 18 o més anys hi havia 82,3 homes.
La renda mediana per habitatge era de 28.364 $ i la renda mediana per família de 32.971 $. Els homes tenien una renda mediana de 34.868 $ mentre que les dones 21.016 $. La renda per capita de la població era de 14.066 $. Entorn del 23,6% de les famílies i el 24,4% de la població estaven per davall del llindar de pobresa.

## Poblacions més properes
El següent diagrama mostra les poblacions més properes.